# 2П32
2П32 — советская боевая машина (БМ) с противотанковым ракетным комплексом (ПТРК) 2К8 «Фаланга».
БМ создана на базе бронированной разведывательно-дозорной машины БРДМ-1 (ГАЗ-40ПБ).

## История создания
Разработка боевой машины 2П32 была начата в 1958 году с ПТРК 2К8 «Фаланга», разрабатываемого параллельно с другим ПТРК 3М6 «Шмель»», в ОКБ-16 (ныне — КБ точного машиностроения им. А. Нудельмана). Основным отличием от «Шмеля» было радиокомандное управление противотанковой ракетой. Боевая машина была принята на вооружение ВС Союза ССР 30 августа 1960 года постановлением ЦК КПСС и Совета Министров СССР № 930-387 в составе с ПТРК 2К8 «Фаланга».

## Описание конструкции
Боевая машина 2П32 создана на базе бронированной разведывательно-дозорной машины БРДМ-1, основным вооружением боевой машины являются противотанковые управляемые ракеты 3М11 «Фаланга».
2П32 способна осуществлять запуски ракет со скоростью два выстрела в минуту. Время приведения в боевое положение — 30 секунд. Подготовка ракеты ЗМ11 к пуску — 2-3 минуты. Возимый боекомплект составляет 8 ракет. Каждая ракета ЗМ11 обладает бронепробиваемостью в 220-250 мм, 9М17 — 280 мм. Управление ракетами осуществляется по радиоканалу. В боевой машине размещена радиостанция Р-113 для связи с машинами подразделения и вышестоящим командованием.
Дополнительно в боевой машине 2П32 имеется ручной противотанковый гранатомёт РПГ-7 с запасом противотанковых гранат и личное оружие экипажа с боеприпасами.

## Экипаж
Экипаж боевой машины 2П32:
- командир (оператор-наводчик);
- водитель.

## Модификации
2П32М — вариант, оснащённый ПТРК «Фаланга-М» и ПТУР 9М17.

## Сохранившиеся экземпляры
- Россия:
  - Военно-исторический музей артиллерии, инженерных войск и войск связи в Санкт-Петербурге

## Галерея

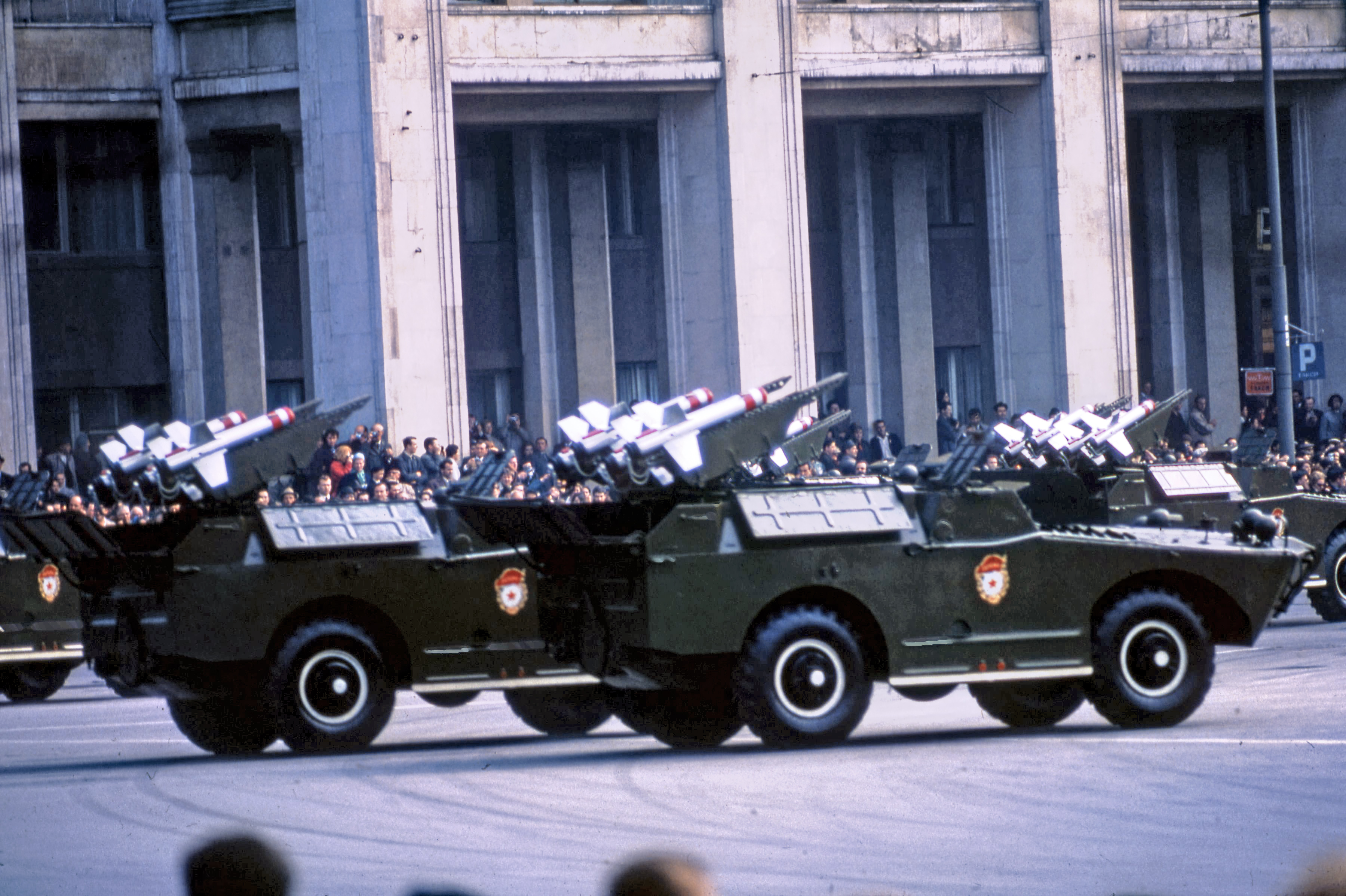
Боевые машины 2П32 на военном параде в Москве 1 мая 1964 года.